# Hergla
Hergla (Arabisch: هرقلة) is een plaats  aan de Middellandse Zee in het Sousse-gouvernement in Tunesië.

## Geschiedenis
In de Romeinse tijd heette Hergla "Horrea Caelia". Het was een grensstad tussen de regio's Byzacena en Zeugitana.

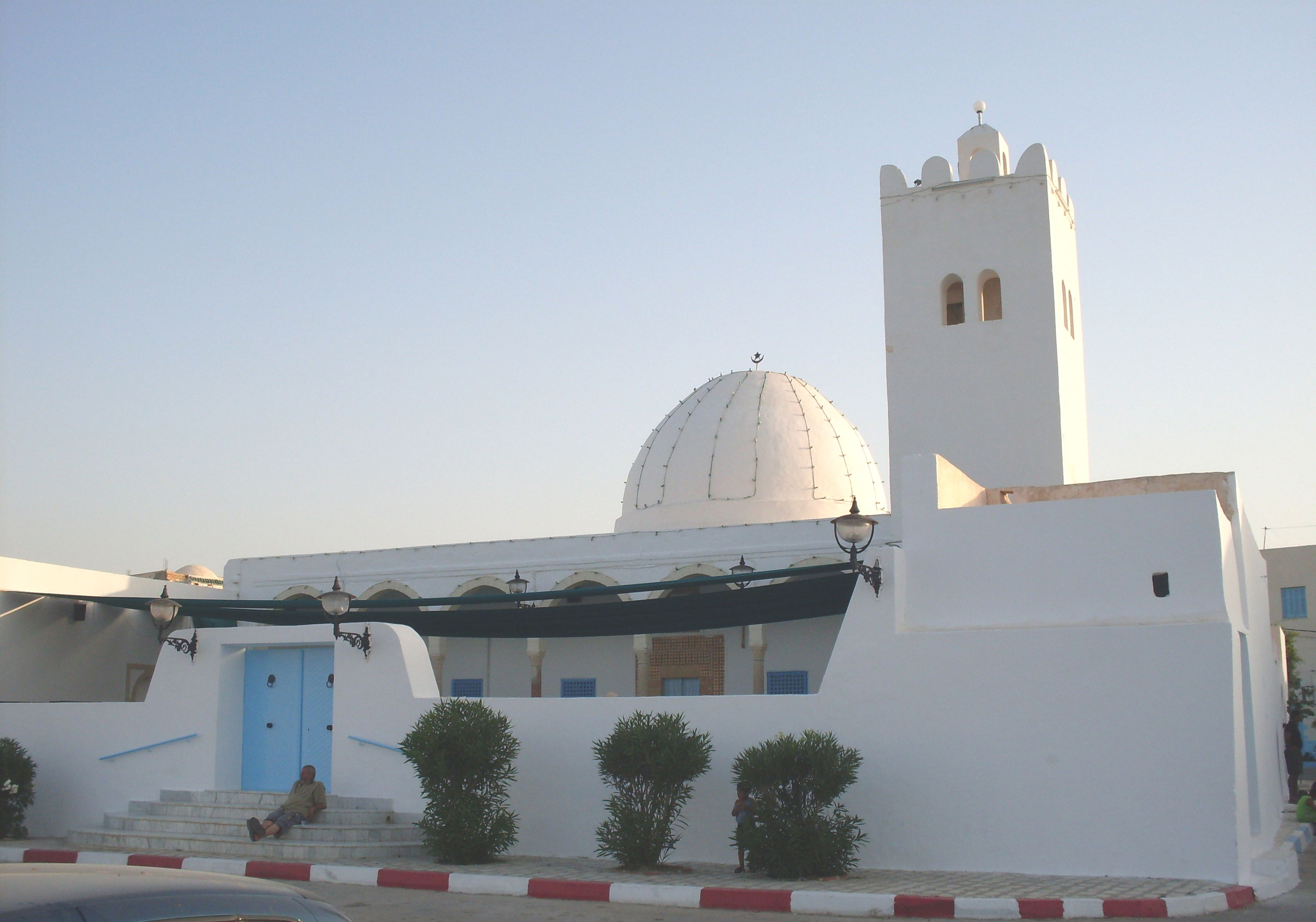
De moskee Sidi Bou Mendil in Hergla
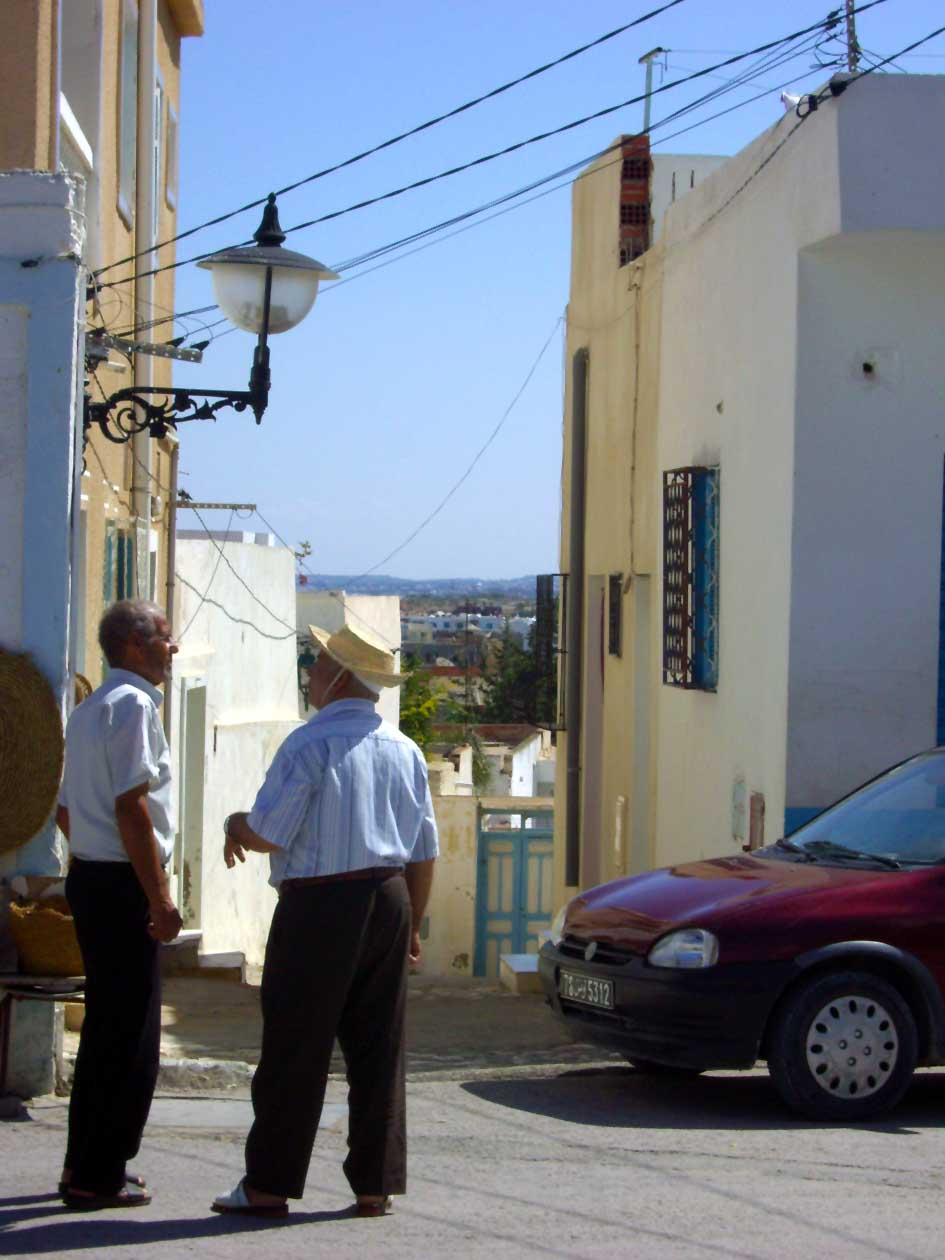
Bewoners van Hergla
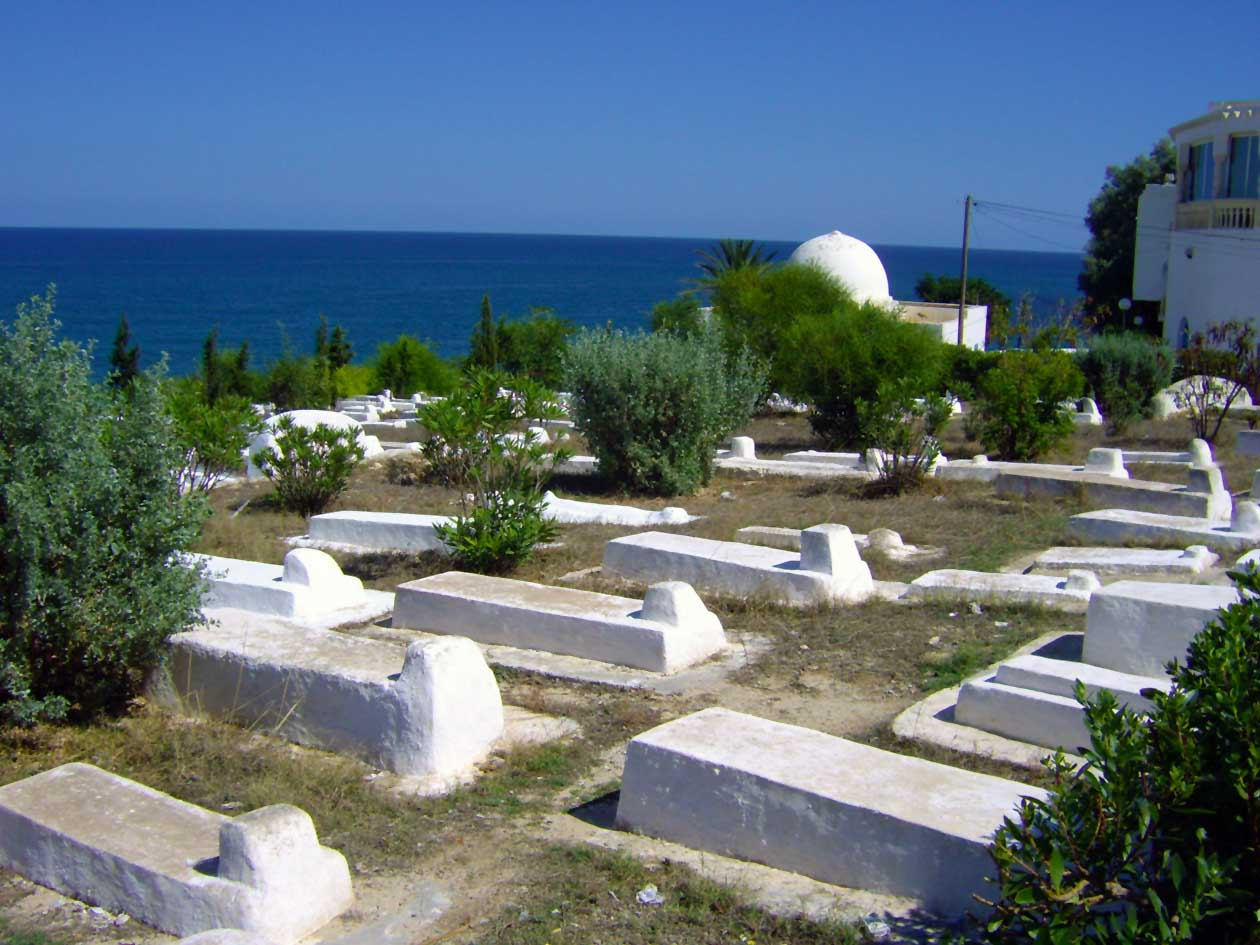
Kerkhof van Hergla